# Tislelizumab
Tisleluzumab es un medicamento que se emplea en el tratamiento de varios tipos de cáncer.  Es un anticuerpo monoclonal que actúa como inhibidor del punto de control inmunitario PD-1. Su uso fue aprobado en China en diciembre de 2019, en la Unión Europea en septiembre de 2023, en Estados Unidos en marzo de 2024 y en Australia en mayo de 2024.    

## Indicaciones
La Agencia Europea de Medicamentos lo aprobó en septiembre de 2023 como tratamiento del carcinoma esofágico de células escamosas en fase avanzada o con metástasis y del cáncer de estómago en fase avanzada o con metástasis. 
La Administración de Alimentos y Medicamentos de Estados Unidos lo aprobó en marzo del 2024 para el tratamiento del carcinoma esofágico de células escamosas en fase avanzada o con metástasis.
La Administración Nacional de Productos Médicos de China (NMPA) lo aprobó en 2019 para el tratamiento de la enfermedad de Hodgkin y posteriormente para el cáncer de pulmón no microcítico, cáncer de hígado, cáncer de esófago y carcinoma urotelial.
En Australia su uso fue aprobado en mayo de 2024 para el tratamiento del cáncer de esófago y el cáncer de pulmón no microcítico. 